# Pieusse
Pieusse är en kommun i departementet Aude i regionen Occitanien  i södra Frankrike. Kommunen ligger  i kantonen Limoux som ligger i arrondissementet Limoux. År 2022 hade Pieusse 967 invånare.

## Befolkningsutveckling
Antalet invånare i kommunen Pieusse
Referens: INSEE